# Teatro Principal (Zamora)

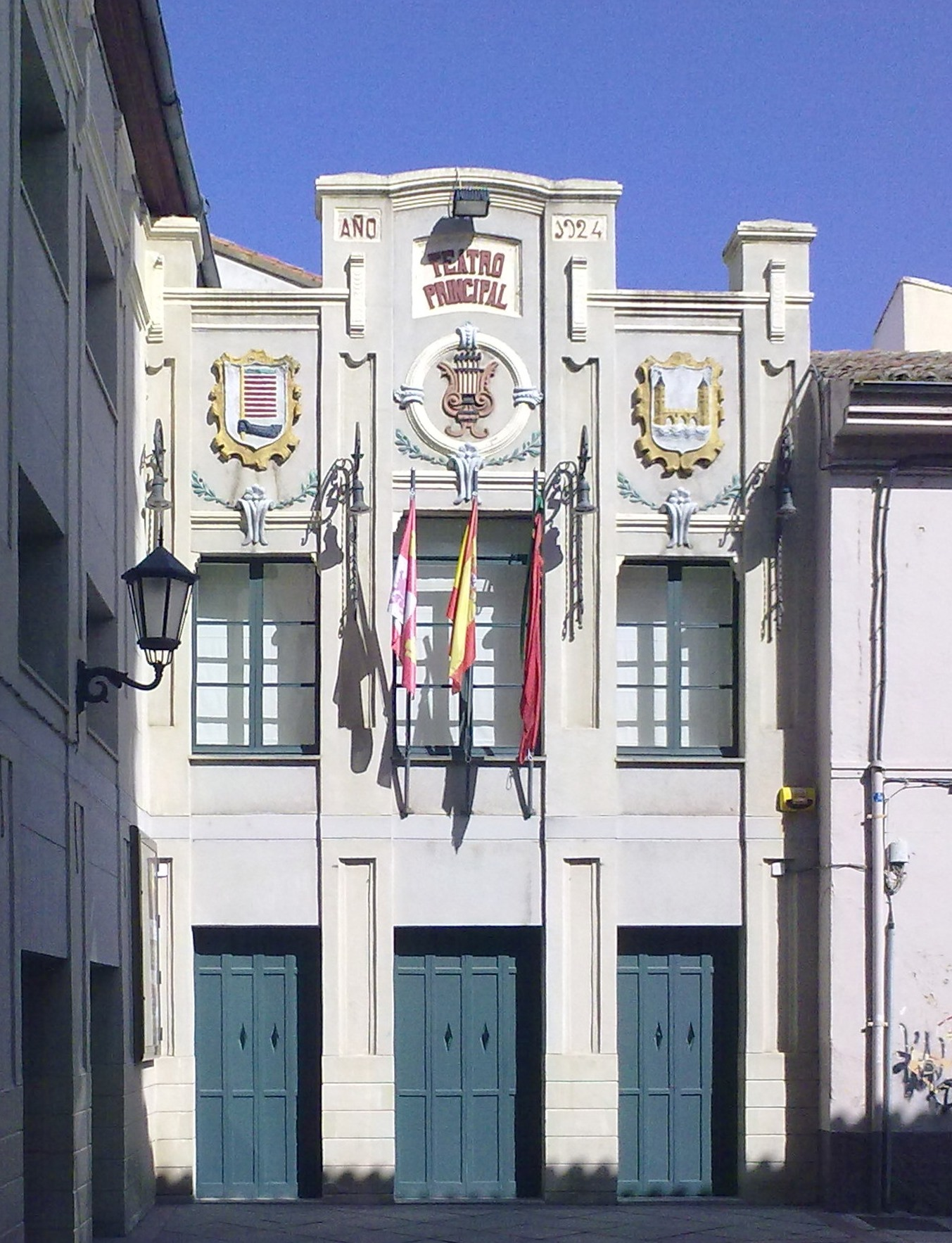
Teatro Principal in Zamora

Der Teatro Principal ist ein Theater in Zamora, einer spanischen Stadt in der Autonomen Gemeinschaft Kastilien und León, das 1876 eröffnet wurde. Das Gebäude an der Calle San Vicente Nr. 3 ist seit 1982 ein geschütztes Baudenkmal (Bien de Interés Cultural).

## Geschichte
Bevor das neue Theater nach den Plänen des Architekten Eugenio Durán errichtet wurde, gab es nur bescheidene Aufführungsorte für Theaterinszenierungen. Nachdem Anfang der 1980er Jahre das kleine Theater nicht mehr den modernen Anforderungen entsprach, wurde ein Abbruch in Erwägung gezogen. Es wurde 1984 von der Stadt Zamora gekauft und konnte nach der Renovierung im Jahr 1988 wieder eröffnet werden.